# Liste der Monuments historiques in Joudreville
Die Liste der Monuments historiques in Joudreville führt die Monuments historiques in der französischen Gemeinde Joudreville auf.

## Liste der Objekte
| Bezeichnung                        | Beschreibung                                                                                                   | Standort                                | Kennzeichnung | Schutzstatus | Datum | Bild |
| ---------------------------------- | --- | --------------------------------------- | ------------- | ------------ | ----- | ---- |
| Marienaltar                        | linker Seitenaltar; Altartisch und Retabel; Eichenholz, farbig gefasst und vergoldet, 18. und 19. Jahrhundert  | in der Kirche Sts-Pierre-et-Paul (Lage) | PM54001595    | Inscrit      | 1994  |      |
| Zwei Skulpturen: Petrus und Paulus | Eichenholz, farbig gefasst, 18. Jahrhundert                                                                    | in der Kirche Sts-Pierre-et-Paul (Lage) | PM54001598    | Inscrit      | 1994  |      |
| Skulptur Heiliger Sebastian        | Eichenholz, farbig gefasst, 18. Jahrhundert                                                                    | in der Kirche Sts-Pierre-et-Paul (Lage) | PM54001600    | Inscrit      | 1994  |      |
| Skulptur Heiliger Karl Borromäus   | Eichenholz, farbig gefasst und vergoldet, 18. Jahrhundert                                                      | in der Kirche Sts-Pierre-et-Paul (Lage) | PM54001599    | Inscrit      | 1994  |      |
| Skulptur Heiliger Eligius          | Eichenholz, farbig gefasst und vergoldet, 18. Jahrhundert                                                      | in der Kirche Sts-Pierre-et-Paul (Lage) | PM54001601    | Inscrit      | 1994  |      |
| Skulptur Madonna mit Kind          | Holz, farbig gefasst, um 1830                                                                                  | in der Kirche Sts-Pierre-et-Paul (Lage) | PM54001596    | Inscrit      | 1994  |      |
| Petrus-und-Paulus-Altar            | rechter Seitenaltar; Altartisch und Retabel; Eichenholz, farbig gefasst und vergoldet, 18. und 19. Jahrhundert | in der Kirche Sts-Pierre-et-Paul (Lage) | PM54001597    | Inscrit      | 1994  |      |
| Skulptur einer heiligen Äbtissin   | Kalkstein, 16. Jahrhundert                                                                                     | in der Kirche Sts-Pierre-et-Paul (Lage) | PM54001244    | Classé       | 2000  |      |